# Jarabe de Palo
Gli Jarabe de Palo sono stati un gruppo spagnolo rock latino capeggiato dall'anno di fondazione da Pau Donés, cantautore e chitarrista, fino alla sua morte, avvenuta il 9 giugno 2020.

## Storia

### Inizi eLa Flaca
Pau Donés, di origine montanuyense, ma cresciuto a Barcellona, ha lavorato con vari gruppi prima di diventare fondatore e leader degli Jarabe de Palo. A 15 anni, insieme a suo fratello Marc, forma un gruppo chiamato J.& Co.Band; poi un altro chiamato Dentaduras Postizas. Durante questo periodo combina le sue esibizioni musicali in locali di Barcellona con il lavoro in un'agenzia pubblicitaria.
Il grande successo arriva dopo un viaggio a Cuba, dove trova l'ispirazione per scrivere La flaca che darà titolo al suo primo album nel 1996. L'anno successivo, a sorpresa, il disco vende milioni di copie in tutto il mondo, e diventa la canzone dell'estate 1997.
Dopo avere conquistato la popolarità, Pau intende dimostrare al suo pubblico che La flaca non è stato un semplice episodio fortunato, e lancia Depende (1999), prodotto da Joe Dworniak dopo due mesi di lavoro negli studi Moody di Londra.

### DaDe vuelta y vueltaaAdelantando(2001-2007)
Nel 2001 esce De vuelta y vuelta, il disco in assoluto più profondo e intimista. Nel primo videoclip dell'album, Pau compare per la prima volta senza la sua proverbiale criniera, completamente rasato. Anche questo disco conta collaborazioni importanti come quelle di Antonio Vega, Jovanotti, Vico C e Celia Cruz.
Nel 2003 il gruppo opera una nuova svolta verso canzoni più leggere e positive come Bonito, il primo singolo, allegro e coinvolgente, e partecipazioni come quella di Los Mártires del Compás, la cantautrice Elena Andujar e l'amico italiano Jovanotti.
Nell'inverno del 2004 parte un tour a seguito dell'uscita del nuovo lavoro 1 m² con la partecipazione di amici come Jorge Drexler, Lucrecia o Chrissie Hynde (The Pretenders).
All'inizio del 2007 il gruppo presenta in Spagna il nuovo album Adelantando che esce il 10 di aprile, dopo un periodo di promozione nelle radio e il lancio del primo singolo Olé. A maggio inizia il nuovo tour che dura tutta l'estate, con concerti in tutta Europa. Il secondo brano lanciato come singolo è Déjame Vivir, realizzato con la collaborazione de La Mari de Chambao. Un'altra canzone, A tu lado acquista popolarità grazie ad alcuni spot pubblicitari radiofonici e televisivi di una nota catena di supermercati. Adelantando esce anche in Italia, anticipato dal singolo Me gusta como eres, realizzato nella versione italiana, Mi piace come sei, grazie alla collaborazione di Niccolò Fabi, che ne interpreta anche una parte.

### Nuova etichetta eSomos(2008-2014)
Alla fine del 2008 nasce l'etichetta discografica Tronco Records (la República Independiente de Jarabe de Palo) con l'obiettivo di mantenere l'indipendenza creativa e gestire tutto ciò che riguarda l'attività artistica della band.
Nel 2010, il gruppo ha registrato un nuovo singolo, "A Glonendo", una nuova versione di "Depende" ma con un'atmosfera che ricorda i ritmi africani in collaborazione con gli studenti del Conservatorio di musica di Bamako (Mali). Tutto il ricavato è stato donato in beneficenza alla ONG Voces. Da questa esperienza nascera il video Jarabe de Palo y la ONG Voces en Bamako.
Il 1º marzo 2011, pubblicano ¿Y qué qué qué?, ottavo album in studio. Danno vita al progetto más roquero y cañero, a cui partecipano ospiti famosi: Joaquín Sabina, Alejandro Sanz, Antonio Orozco e Carlos Tarque degli M-Clan. Il tour di presentazione è iniziato il 23 febbraio al Teatro Coliseum di Madrid.
Nella primavera del 2012, in collaborazione con il gruppo italiano Modà incidono il singolo Come un pittore che in poche settimane raggiunge il numero 1 nelle vendite e nelle trasmissioni radiofoniche, oltre a oltre 8 milioni di visite su YouTube. La band parteciperà a numerosi grandi concerti in Italia invitati dai Modà.
Nel 2014 esce l'ottavo album di inediti della band, intitolato Somos. Nell'album sono contenuti due brani cantati in italiano, Siamo e Oggi non sono io, che vedono la partecipazione, rispettivamente, di Jovanotti e di Kekko Silvestre dei Modà. La band riceverà 3 nomination ai Latin Grammy Awards.

### 50 Palos, Tragas o escupes ela scomparsa di Pau Donés (2017-2020)
Nel marzo 2017 viene pubblicato 50 Palos, libro e doppio disco con 21 brani rivisti al pianoforte e 1 brano inedito. È stato pubblicato in Spagna, Messico e Italia nel 2017.
All'inizio di gennaio 2019 attraverso i canali social Pau Donés annuncia l'interruzione dell'attività musicale del gruppo. Inaspettatamente 8 aprile 2020 pubblica un video dal titolo Vuelvo dove canta una canzone accompagnato solo dalla chitarra acustica. Segue il 13 aprile un video ufficiale dal titolo Volvemos dove viene annunciata la ripresa dell'attività.
Il 26 maggio 2020 pubblicano il decimo album dal titolo Tragas o escupes.
Il 9 giugno 2020 il frontman del gruppo Pau Donés muore in seguito a un tumore al colon diagnosticatogli nell'agosto 2015.

## Collaborazioni
Il gruppo ha collaborato con La Vieja Trova Santiaguera, Antonio Vega, Vico C, e Celia Cruz (colonna sonora di El milagro de P. Tinto). Ha composto brani per Ricky Martin ed è stato protagonista di un videoclip insieme alla stella canadese Alanis Morissette, e partecipando con Jovanotti e Vico C al singolo Tiempo. Nel 2009 duetta con i Nomadi nel brano Lo specchio ti riflette.
Al Festival di Sanremo 2010 duetta con Fabrizio Moro nel brano Non è una canzone, mentre il 2012 e il 2014 duetta con i Modà nei loro due singoli Come un pittore (successivamente registrato nuovamente in spagnolo e pubblicato come singolo dei Jarabe de Palo) e Dove è sempre sole. Nel 2017 duetta con Ermal Meta nel suo singolo Voodoo Love.

## Formazione

### Formazione
- David Muñoz - voce, chitarra (2014-2020)
- Jordi Vericat - basso, cori (2011-2020)
- Alex Tenas - batteria (1996-2020)
- Jaime Burgos - tastiera, piano (2013-2020)
- Jimmy Jenks Jimenez - sassofono (2009-2020)

### Ex componenti
- Pau Donés - voce, chitarra, percussioni (1996-2020)
- Jordi Mena - chitarra (1996-2003)
- Dani Forcada - percussioni (1996-2000)
- Joan Gené - basso (1996-1997)
- Marià Roch - basso (1998-2003)
- Toni-Chupi Saigi - tastiera (1998-2007)
- Quino Béjar - percussioni (2002-2009)
- Kyke Serrano - tastiera (2008-2009)
- Dani Baraldes - chitarra (2006-2010)
- Jordi Busquets - chitarra (2009-2010)
- Carmen Niño - basso (2004-2010)
- Riki Frouchtman - chitarra (2011-2012)

## Discografia

### Album in studio
- 1996 - La flaca
- 1998 - Depende
- 2001 - De vuelta y vuelta
- 2003 - Bonito
- 2004 - 1 m²
- 2007 - Adelantando
- 2011 - ¿Y ahora qué hacemos?
- 2014 - Somos
- 2017 - 50 Palos
- 2020 - Tragas o escupes

### Raccolte
- 2003 - ¿Grandes éxitos?
- 2004 - Colección grandes
- 2005 - Completo incompleto

### Album dal vivo
- 2009 - Orquesta Reciclando

### EP
- 2021 - Imprescindibles

### Singoli
- 1996 - Grita
- 1996 - El lado oscuro
- 1997 - La flaca
- 1998 - Agua
- 2000 - De vuelta y vuelta
- 2000 - Depende
- 2001 - Dos días en la vida
- 2003 - Bonito
- 2003 - Yin yang
- 2004 - 1 m²
- 2007 - Olé
- 2007 - Me gusta como eres
- 2007 - Déjame vivir
- 2009 - Lo specchio ti riflette (El espejo te delata) (con i Nomadi)
- 2011 - La quiero a morir (con Francesco Renga)
- 2012 - Como un pintor (con i Modà)
- 2012 - Brujería
- 2013 - Somos (con Gabylonia & Montse Moreno "La Duende")
- 2014 - ¿A dónde vas? (con Ximena Sariñana & La Shica)
- 2014 - Oggi non sono io (con Kekko Silvestre)
- 2015 - Las cruces de Tijuana (con Marion Moreno)
- 2017 - Fumo
- 2017 - Voodoo Love (con Ermal Meta)
- 2018 - Sofá de cuero (con Jah Chango)
- 2020 - Eso que tú me das

## Riconoscimenti
Grammy Award
- 2007 – Candidatura per il miglior album di Latin Rock per Adelantando[13].

Latin Grammy Awards
- 2001 - Candidatura per il miglior gruppo per Dipende
- 2001 - Candidatura per il miglior brano, miglior gruppo rock e miglior album rock per De Vuelta y Vuelta
- 2003 - Candidatura per il miglior album rock e miglior videoclip breve per Bonito
- 2005 - Candidatura per il miglior album rock per 1M2
- 2007 - Candidatura per il miglior album pop per Adelantando
- 2009 – Migliore tecnica di registrazione per l'album Orquesta Reciclando
- 2009 - Candidatura per il miglior album pop per Orquesta Reciclando
- 2011 - Candidatura per il miglior album rock per ¿Y ahora qué hacemos?
- 2014 - Candidatura per il miglior canzone rock, miglior album pop/rock, album dell'anno per Somos
- 2017 - Candidatura per il miglior album pop/rock per 50 palos